# Signalmittelung
Signalmittelung (engl. signal averaging) ist ein Verfahren, mit dem das Rauschen in sich wiederholenden Signalen vermindert werden kann. Durch additive Überlagerung wird dabei das Nutzsignal verstärkt, während die Überlagerung des zufälligen Rauschens zu keiner Verstärkung führt. Damit wird insgesamt das Signal-Rausch-Verhältnis verbessert. Voraussetzungen dafür, dass eine Signalmittelung angewandt werden kann, sind:
- Es handelt sich um ein wiederholtes Signal, das sich zeitlich synchronisieren lässt
- Signal und Rauschen sind unkorreliert
- Das Rauschen ist zufällig, so dass sein arithmetisches Mittel im betrachteten Frequenzbereich Null ist (weißes Rauschen)[2]

## Beispiele

### Biosignale
Elektroenzephalogramme (EEG) sind oft durch verschiedene Prozesse im Gehirn überlagert. Durch gezielte Reize (z. B. optisch oder akustisch) und synchronisierte Erfassung des EEG können sogenannte Evozierte Potentiale abgeleitet werden. Die Anzahl der in der Praxis für ein gutes Ergebnis notwendigen Reizantworten hängt von dem Signal-Rausch-Verhältnis ab und ist je nach Sinnesmodalität und physikalischen Charakteristika verschieden.
Von einem Probanden bei einem psychophysiologischen Experiment können mehrere Biosignale, darunter z. B. der Hautleitwert oder der Pupillendurchmesser gemessen werden, um den Erregungszustand bzw. den kognitiven Verarbeitungsaufwand bezogen auf einen bestimmten Reiz zu messen. Dabei wird dieser Reiz dem Probanden wiederholt dargeboten. Es entstehen somit Signalkurven die bis auf einige durch Fremdeinflüsse entstandenen Artefakte und Fehler im Messsystem gleich sein sollten. Sind diese Einflüsse nicht systematisch verursacht und somit als Rauschen auffassbar, dann kann die Signalmittelung sinnvoll angewandt werden.

### Verkehrsüberwachung
In der Verkehrsüberwachung kann die Signalmittelung zur Erstellung eines aktuellen Hintergrundbildes genutzt werden, wenn die Kamera in fester Position bleibt. Dieses Hintergrundbild passt sich dabei automatisch den wechselnden Lichtverhältnissen an, wenn z. B. regelmäßig die letzten 32 Bildsignale summiert und gemittelt werden, es kann dann für Operationen zur Objekterkennung hilfreich sein. Allerdings ist der Störanteil (der Verkehr) hierbei nicht zufällig und ein Störobjekt kann in einer Bildfolge mehrmals auftreten, etwa wenn es stehen bleibt.